# 蔣夢麟
蔣 夢麟（しょう むりん、1886年〈光緒11年12月16日〉1月20日 - 1964年〈民国53年〉6月9日）は、中華民国（台湾）の教育者・政治家。旧名は夢熊。字は兆賢。号は孟麟。

## 事績

### アメリカ留学
10歳で紹興中西学堂に入学、1899年（光緒25年）、一家で上海に移り、蔣夢麟はキリスト教会で英語を学んでいる。翌年、余姚に戻った。1901年（光緒27年）、杭州へ赴き、教会附属学校で学習する。翌年、浙江高等学堂に進学し、1903年（民国29年）、県試を受験して秀才となった。1904年（光緒30年）、上海の私立南洋公学に進学している。
1908年（光緒34年）、蔣夢麟はアメリカへ留学し、カリフォルニア大学の農学院、社会科学院で学ぶ。このとき、サンフランシスコの『大同日報』で主筆も務めた。1912年、卒業し、教育学学士号を取得している。続いてコロンビア大学大学院に進学して研究に従事し、1917年6月、哲学博士号の学位を取得した。同年帰国し、上海の商務印書館で編輯として就職している。

### 北京での活動
1918年（民国7年）6月、蔣夢麟は商務印書館を退職する。孫文（孫中山）が執筆した『実業計画』の英文原稿を校訂し、さらに江蘇省教育会理事も務めた。翌年、新教育共進社の月刊誌『新教育』の主編となる。同年7月中旬、五四運動の中で辞任を迫られた北京大学校長蔡元培の招聘を受け、蒋が同大学の校務を代理することになり、9月には同大学の教育学教授兼総務庁に任命された。1921年、非公式の身分ながら、観察員としてワシントン会議に出席している。

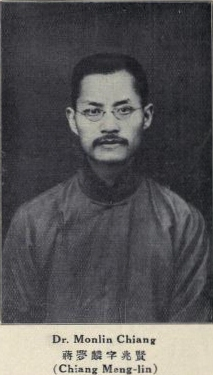
蒋夢麟別影
Who's Who in China 3rd ed. (1925)

1923年（民国12年）1月、蔡元培が校長を辞任したため、蔣夢麟が校長職務を代理することになった。しかし1926年（民国15年）に学生デモ隊が北京政府に武力弾圧される「三・一八惨案」が起きると、蔣は北京政府から責任を追及されたため、南方へ逃れて国民政府に参加した。1927年（民国16年）5月、蔣は浙江省政務委員会委員兼教育庁庁長、同省政治分会秘書長に任命される。翌月、国立第三中山大学（後の浙江大学）校長となった。

### 教育事業への取組み

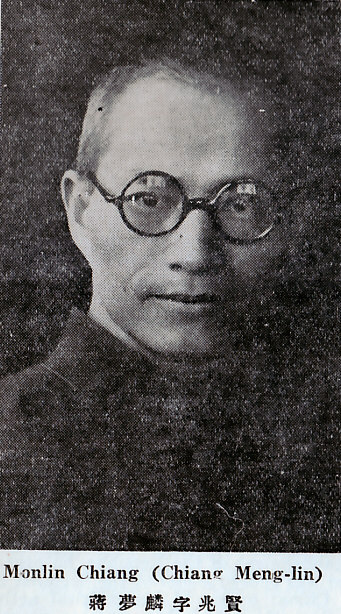
蒋夢麟別影
Who's Who in China 4th ed. (1931)

1928年（民国17年）10月、蔡元培の後任として蔣夢麟は国民政府大学院長に任ぜられ、同月に大学院が教育部に改組されると、そのまま部長となっている。翌年1月には首都建設委員会委員も務めた。1930年（民国19年）10月、蔣は教育部長を辞任し、12月、国立北平大学（北京大学）の校長に任命された。1932年（民国21年）、東北政務委員会委員や中華文化教育基金会副董事長も務めている。その翌年には、全国航空建設会委員、華北戦区救済委員会委員にも任ぜられた。
1937年（民国26年）に日中戦争が勃発し、北平・天津が日本軍の手に落ちると、蔣夢麟は北平大学と清華大学、南開大学の長沙への移転事業に取り組む。これにより国立臨時大学（後にさらに昆明へ移り国立西南聯合大学となる）が成立すると、蒋が校務委員会常務委員に任ぜられた。1939年（民国28年）9月、三民主義青年団中央監察会監察となる。1941年（民国30年）7月、中国紅十字会総会会長となり、1943年（民国32年）4月には中央訓練団教育委員会委員となっている。1945年（民国34年）5月には、中国国民党第6期中央監察委員に選出された。

### 晩年
戦後の1946年（民国35年）6月、最高経済委員会委員となり、10月には行政院綏靖区政務委員会委員に任ぜられた。翌年2月、教育部学術審議委員会委員に任ぜられ、4月、国民政府委員となっている。1948年（民国37年）8月、行政院善後事業委員会主任委員、中国農村復興委員会委員（後に主任委員）に任命された。国共内戦終盤の1949年（民国38年）10月に蔣は台湾に逃れ、引き続き農村復興事業に取り組む。その一環で、1958年（民国47年）には石門水庫建設委員会主任委員を務めた。
1964年（民国53年）6月9日、台湾にて病没。享年79（満78歳）。著書に『中国教育原理研究』、『過渡時代の思想と教育』、『文化的交流と思想的進歩（原題：文化的交流與思想的演進）』などがある。